# Fernand Gabriel

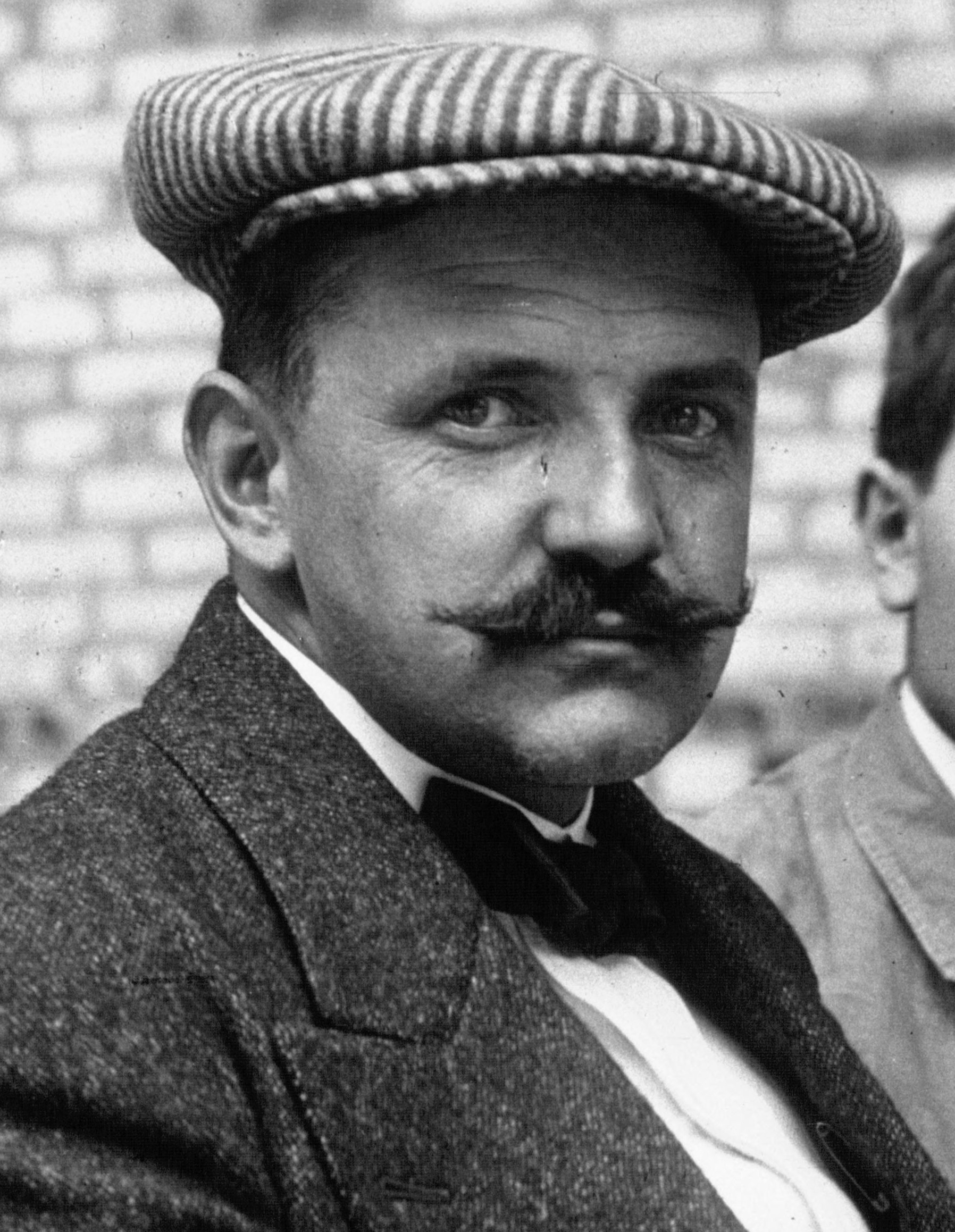
Fernand Gabriel 1914

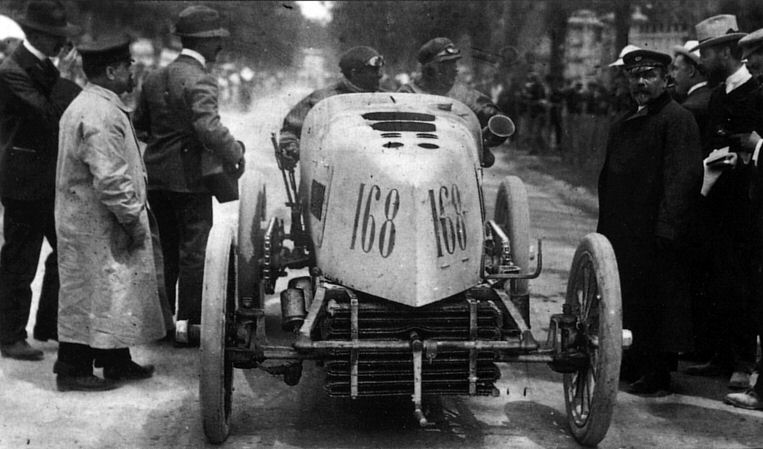
Fernand Gabriel, Paris–Madrid 1903

Fernand Joseph Gabriel (* 30. April 1878 in Paris; † 9. September 1943 in La Garenne-Colombes) war ein französischer Automobilrennfahrer.

## Karriere
Gabriel begann seine Karriere 1899 bei der Tour de France für Automobile 1899, bei der er einen Klassensieg erreichte. Mit Rennwagen der Marke Mors erzielte er seine größten Erfolge. Ein Sieg beim Ardennenrennen 1902 wurde lediglich durch einen Defekt in der letzten Runde verhindert, er musste sich mit Rang zwei begnügen. Sein größter Triumph war der Sieg beim abgebrochenen Rennen Paris–Madrid 1903. Das Rennen wurde wegen etlicher tödlicher Unfälle (darunter Marcel Renault) in Marseille abgebrochen, Gabriels fahrerische Leistung bei diesem Rennen (er war auf den 552 km mehr als 15 Minuten schneller als die Konkurrenz) gilt bis heute als Glanzstück.
Nach diesem Erfolg begann der Stern Gabriels zu sinken, wohl auch weil er kein konkurrenzfähiges Material mehr zur Verfügung hatte. 1904 bis 1907 startete er auf De Dietrich bzw. Lorraine-Dietrich, beim GP von Frankreich 1908 wurde er auf Clément-Bayard nur Zwölfter. Nach dem Ersten Weltkrieg trat er noch bei Tourenwagen- und Bergrennen an.
Später arbeitete Gabriel in der Renault-Autofabrik. Er starb 1943, als die Fabrik von der Royal Air Force bombardiert wurde.

## Statistik

### Le-Mans-Ergebnisse
| Jahr | Team                         | Fahrzeug           | Teamkollege    | Platzierung             | Ausfallgrund |
| ---- | ---------------------------- | ------------------ | -------------- | ----------------------- | ------------ |
| 1924 | Société des Automobile Ariès | Ariès 8-10 CV      | Henri Lapierre | Rang 11 und Klassensieg |              |
| 1925 | Société des Automobile Ariès | Ariès 8-10 CV      | Henri Lapierre | Ausfall                 | Defekt       |
| 1926 | Société des Automobile Ariès | Ariès 5-9 Super CV | Louis Paris    | Rang 13                 |              |
| 1927 | Société des Automobile Ariès | Ariès CC2 Super    | Louis Paris    | disqualifiziert         |              |
| 1928 | Société des Automobile Ariès | Ariès CC4          | Louis Paris    | Ausfall                 | Defekt       |